# أبروقا
أبْرُوقا، قرية تاريخيَّة كبيرة وجليلة من نواحي الرومقان، من أعمال الكوفة في بلاد السَّواد. ذُكر أن أبروقا حقَّقت إيرادات سنوية كبيرة للخليفة العبَّاسي هارُون الرَّشيد تُقدر بمليون و200 ألف درهم.

### فهرس المنشورات
1. ↑  الحموي (1977)، ج. 1، ص. 71.

### معلومات المنشورات كاملة
الكتب مرتبة حسب تاريخ النشر
- ياقوت الحموي (1977)، معجم البلدان (ط. 1)، بيروت: دار صادر، OCLC:1014032934، QID:Q114913343